# Jade Warrior (альбом)
Jade Warrior — дебютный альбом британской рок-группы Jade Warrior, выпущенный записывающей компанией Vertigo Records в 1971 году.

## История
Альбом, записанный вскоре после ухода Тони Дьюига и Джона Филда из группы July, ознаменовал для них резкий поворот от психоделического рока к экспериментальному прогрессив-року, отмеченному аморфными «симфоническими» аранжировками, своеобразным «парящим» звучанием гитары и экспериментами с этническими мотивами, во многом предвосхитившими то, что позже получило название world music.
Основными инструментами в альбоме служат флейта Филда и нестандартно настроенная гитара Дьюига; обращает на себя внимание также отсутствие обычных ударных: роль перкуссии выполняют конги, колокольчики, подручные средства. Альбом, наполовину инструментальный, отмечен также необычными для того времени переходами от взрывного звучания к тихим, атмосферным фрагментам. Интроспективные, «прозрачные» композиции («Masai Morning», «Wind Weaver», «Slow Ride»), соседствуют здесь с жёстким, динамичным роком («Petunia», «Psychiatric Sergeant», «Telephone Girl»).

## Список композиций
Все песни написаны участниками Jade Warrior
1. «The Traveller» — 2:40
2. «A Prenormal Day At Brighton» — 2:45
3. «Masai Morning» — 6:43
4. «Windweaver» — 3:42
5. «Dragonfly Day» — 7:45
6. «Petunia» — 4:46
7. «Telephone Girl» — 4:54
8. «Psychiatric Sergeant» — 3:07
9. «Slow Ride» — 2:36
10. «Sundial Song» — 5:08

## Издания
- 1971 — Vertigo, VEL-1005 (LP)
- 1988 — Line Records, LICD 9.00548 (CD)
- 2000 — Background (Hi-Note Music), HBG.123/11 (CD, ремастеринг)
- 2004 — Repertoire, REPUK 1019 (CD, ремастеринг — Eroc, mini-LP)
- 2005 — Air Mail Archive, AIRAC-1126 (CD, 24-bit-ремастеринг, mini-LP)[3]

## Участники записи
- Джон Филд (англ. Jon Field) — флейта, перкуссия
- Тони Дьюиг (англ. Tony Duhig) — гитара
- Глин Хавард (англ. Glyn Havard) — бас-гитара, вокал